# Leopold Kielholz
Leopold  "Poldi" Kielholz (Basilea, Suiza, 9 de junio de 1911-Zúrich, Suiza, 4 de junio de 1980) fue un futbolista y director técnico suizo.  Kielholz marcó el primer gol de Suiza en la historia de la Copa Mundial. El rasgo característico del delantero eran sus gafas de seguridad, que también usaba sobre el terreno de juego.

## Selección nacional
Fue internacional con la selección de fútbol de Suiza en 17 ocasiones y marcó 12 goles. Debutó el 19 de noviembre de 1933 en un encuentro amistoso ante la selección de Alemania, que finalizó con marcador de 2-0 a favor de los alemanes.

### Participaciones en Copas del Mundo
| Mundial                        | Sede    | Resultado        |
| ------------------------------ | ------- | ---------------- |
| Copa Mundial de Fútbol de 1934 | Italia  | Octavos de final |
| Copa Mundial de Fútbol de 1938 | Francia | Cuartos de final |

## Clubes

### Como futbolista
| Club                   | País    | Año       |
| ---------------------- | ------- | --------- |
| Basel Old Boys         | Suiza   | 1927-1928 |
| Black Stars Basel      | Suiza   | 1928-1930 |
| F. C. Basel            | Suiza   | 1930-1932 |
| Servette F. C.         | Suiza   | 1932-1935 |
| F. C. Bern             | Suiza   | 1935-1936 |
| Stade de Reims         | Francia | 1936-1937 |
| F. C. St. Gallen       | Suiza   | 1937-1938 |
| Young Fellows Juventus | Suiza   | 1938-1943 |

### Como entrenador
| Club               | País    | Año       |
| ------------------ | ------- | --------- |
| Stade de Reims     | Francia | 1936-1937 |
| Selección de Suiza | Suiza   | 1950-1953 |
| Selección de Suiza | Suiza   | 1954-1958 |

## Palmarés

### Como futbolista

#### Campeonatos nacionales
| Título          | Club           | País  | Año     |
| --------------- | -------------- | ----- | ------- |
| Superliga Suiza | Servette F. C. | Suiza | 1932-33 |
| Superliga Suiza | Servette F. C. | Suiza | 1933-34 |